# Нікіфоров Василь Семенович
Васи́ль Семе́нович Нікі́форов (4 серпня 1954, Павлівка — 7 березня 2015, Вінниця) — український військовик. Генерал-лейтенант. Був заступником командувача Повітряних Сил з авіації — начальником авіації Командування Повітряних Сил Збройних Сил України, військовий льотчик-снайпер. Загальний наліт становить понад 3300 годин. Учень Федора Тищука.

## Життєпис
Народився 4 серпня 1954 року в селі Павлівка Калинівського району на Вінниччині. У 1975 році закінчив Чернігівське вище військове авіаційне училище льотчиків. Закінчив Військово-повітряну академію імені Юрія Гагаріна (1989) та Національну академію оборони України (2008).
У 1975—1986 рр. — проходив військову службу на посадах льотчика, старшого льотчика, командира авіаційної ланки, заступника командира авіаційної ескадрильї, командира авіаційної ескадрильї, начальника штабу — заступника командира авіаційного полку, заступника командира з льотної підготовки авіаційного полку.
З 1989 року обіймав посади командира винищувального авіаційного полку, заступника командира Південного району Протиповітряної оборони по авіації — начальника відділу авіації, начальника відділу бойової підготовки — заступника начальника бойової підготовки і ВНЗ авіаційного корпусу, старшого інспектора-льотчика авіаційного корпусу, заступника командира Повітряного командування Повітряних сил Збройних сил України з авіації — начальника апарату управління авіації Повітряного командування «Південь» Повітряних сил Збройних сил України, начальника управління підготовки та застосування авіації — заступника начальника авіації апарату начальника авіації командування Повітряних сил Збройних сил України, заступника командувача Повітряних Сил ЗС України з бойової підготовки та вищих навчальних закладів — начальника управління бойової підготовки командування Повітряних сил Збройних сил України.
У 2007—2015 рр. — заступник командувача Повітряних Сил з авіації — начальника авіації Повітряних Сил ЗС України. Був членом міжвідомчої робочої групи з питань поліпшення підготовки льотного складу, забезпечення належного рівня технічного стану та безпеки польотів повітряних суден державної авіації.
З 2014 року воював на Сході України, став хворіти та після обстеження у військовому госпіталі, де йому поставили невтішний діагноз рак, лікувався в Ізраїлі. 7 березня 2015 року — помер у Вінницькому військово-медичному клінічному центрі.
Похований 9 березня 2015 року на Таїровському кладовищі в Одесі.

## Нагороди
- Орден Богдана Хмельницького I ст. (9 квітня 2015, посмертно) — за особисту мужність і високий професіоналізм, виявлені у захисті державного суверенітету та територіальної цілісності України, вірність військовій присязі[7]
- Орден Богдана Хмельницького II ст. (6 грудня 2013) — за значний особистий внесок у зміцнення обороноздатності Української держави, зразкове виконання військового обов'язку, високий професіоналізм та з нагоди Дня Збройних Сил України[8]
- Орден Богдана Хмельницького III ст. (28 серпня 2009) — за вагомий особистий внесок у розвиток транспортної системи України, підвищення ефективності використання авіаційного транспорту, забезпечення перевезення вантажів і пасажирів, високий професіоналізм[9]
- Медаль «За бездоганну службу» III ст. (23 листопада 1998) — за зразкове виконання військового обов'язку, досягнення високих показників у бойовій і професійній підготовці[10]
- Медаль «Захиснику Вітчизни»[11][12]
- Відзнаки Міністерства оборони України — «Ветеран військової служби», медаль «10 років Збройним Силам України», медаль «15 років Збройним Силам України»[11][12]
- Медалі СРСР — «За бойові заслуги», «60 років Збройних Сил СРСР», «70 років Збройних Сил СРСР», «За бездоганну службу» I, II та III ст.[11][12]

## Вшанування пам'яті
30 грудня 2015 року Президент України Петро Порошенко, враховуючи особливі заслуги перед Батьківщиною генерал-лейтенанта Василя Семеновича Нікіфорова та зважаючи на зразкове виконання поставлених завдань особовим складом, своїм указом постановив присвоїти ім'я генерал-лейтенанта Василя Нікіфорова 299 бригаді тактичної авіації Повітряних Сил Збройних Сил України.
10 лютого 2016 року Президент України Петро Порошенко з метою увічнення пам'яті генерал-лейтенанта Нікіфорова Василя Семеновича, враховуючи його мужність та героїзм, незламність духу в боротьбі за незалежну Українську державу та зважаючи на високий професіоналізм, зразкове виконання поставлених завдань особовим складом 831 гвардійської бригади тактичної авіації Повітряних Сил Збройних Сил України, своїм указом постановив присвоїти літаку Су-27 (бортовий номер 50) 831 гвардійської бригади тактичної авіації Повітряних Сил Збройних Сил України ім'я Василя Нікіфорова.
6 грудня 2016 року відкрито пам'ятну дошку Василю Семеновичу Нікіфорову у СЗОШ № 3 м. Калинівки.